# Козлов, Виктор Николаевич (хоккеист)
Ви́ктор Никола́евич Козло́в (род. 14 февраля 1975, Тольятти, Куйбышевская область) — советский и российский хоккеист, центральный нападающий, главный тренер «Салавата Юлаева».

## Биография
Родился, вырос и начал заниматься хоккеем в городе Тольятти. Его первым тренером был Заслуженный Тренер России Владимир Фёдорович Гуженков.
На драфте НХЛ 1993 года выбран в первом раунде под общим 6-м номером командой «Сан-Хосе Шаркс». 13 ноября 1997 года обменян во «Флориду Пантерз». 1 марта 2004 года обменян в «Нью-Джерси Девилз». 13 сентября 2006 года как неограниченно свободный агент подписал контракт с «Нью-Йорк Айлендерс». 3 декабря 2006 года в «Мэдисон-сквер-гарден» забросил 4 шайбы в ворота «Нью-Йорк Рейнджерс» («Айлендерс» победили 7:4). За сутки до этого забросил две шайбы в гостевом матче в ворота «Питтсбург Пингвинз», таким образом добившись редкого достижения — 6 шайб за 24 часа.
В 2007—2009 годах играл за «Вашингтон Кэпиталз». Интересно, что только в своём последнем, 15-м по счёту, сезоне НХЛ 2008/09 Козлов забросил свои первые шайбы в матчах
плей-офф, отличившись четырежды.
Лучшим в НХЛ с точки зрения личной статистики для Виктора стал сезон 1999/2000, когда он в 80 матчах регулярного чемпионата набрал 70 очков (17+53).
После окончания сезона 2008/09 в НХЛ года решил вернуться в Россию, подписав контракт с ХК «Салават Юлаев». В сезоне 2010/11 был капитаном команды и стал обладателем Кубка Гагарина.
3 марта 2012 года перешёл в ярославский «Локомотив», а уже 9 января 2013 года стал игроком московского ЦСКА.
За национальную сборную России выступал на двух Олимпиадах (Турин-2006 и Ванкувер-2010) и пяти чемпионатах мира (Австрия-1996, Швейцария-1998, Россия-2000, Австрия-2005 и Германия-2010). Завоевал бронзовые награды чемпионата мира в 2005 году и серебряные медали — в 2010 году. В общей сложности Виктор 50 раз выходил на площадку в соревнованиях самого высокого ранга и набрал 26 (10+16) очков.
19 июня 2014 года подписал контракт с екатеринбургским «Автомобилистом» сроком на один год. После окончания контракта завершил игровую карьеру и вошел в тренерский штаб магнитогорского «Металлурга», став ассистентом Ильи Воробьёва. После увольнения Воробьёва 2 ноября 2017 года стал исполняющим обязанности главного тренера, а с 25 декабря был утвержден главным тренером команды до конца сезона, в котором «Металлург» проиграл во 2 раунде плей-офф.
1 мая 2022 года назначен главным тренером «Салавата Юлаева».

## Награды
- Чемпион МХЛ в составе московского «Динамо» сезона 1992-93 годов
- Участник матча «Всех звёзд» НХЛ (2 раза)
- Обладатель Кубка Гагарина 2011 («Салават Юлаев»)
- Обладатель Кубка Гагарина 2016 («Металлург» Магнитогорск) в качестве тренера

## Статистика
| Легенда | Легенда                    | Легенда | Легенда                   | Легенда | Легенда    |
| ------- | -------------------------- | ------- | ------------------------- | ------- | ---------- |
| И       | Количество проведённых игр | Штр     | Штрафное время            | +/−     | Плюс-минус |
| Г       | Голы                       | П       | Голевые передачи          | О       | Очки       |
| -       | Статистика неизвестна      | —       | Статистика не учитывалась |         |            |

### Международная
| Статистика выступлений  | Статистика выступлений  | Статистика выступлений  | Статистика выступлений  | Статистика выступлений | Статистика выступлений | Статистика выступлений | Статистика выступлений | Статистика выступлений | Статистика выступлений |
| Год                     | Сборная                 | Турнир                  | Место                   | И                      | Г                      | П                      | О                      | +/-                    | Штр                    |
| ----------------------- | ----------------------- | ----------------------- | ----------------------- | ---------------------- | ---------------------- | ---------------------- | ---------------------- | ---------------------- | ---------------------- |
| 1993                    | Сб. России (мол.)       | МЧМ                     | -                       | 7                      | 2                      | 1                      | 3                      |                        | 2                      |
| Всего сб. России (мол.) | Всего сб. России (мол.) | Всего сб. России (мол.) | Всего сб. России (мол.) | 7                      | 2                      | 1                      | 3                      |                        | 2                      |
| 1996                    | Сб. России              | ЧМ                      | 4                       | 8                      | 0                      | 3                      | 3                      | +2                     | 0                      |
| 1998                    | Сб. России              | ЧМ                      | 5                       | 6                      | 4                      | 5                      | 9                      |                        | 0                      |
| 2000                    | Сб. России              | ЧМ                      | 11                      | 6                      | 1                      | 3                      | 4                      | +1                     | 0                      |
| 2005                    | Сб. России              | ЧМ                      |                         | 9                      | 1                      | 0                      | 1                      | +2                     | 0                      |
| 2006                    | Сб. России              | ОИ                      | 4                       | 8                      | 2                      | 3                      | 5                      | +2                     | 2                      |
| 2010                    | Сб. России              | ОИ                      | 6                       | 4                      | 1                      | 0                      | 1                      | +1                     | 0                      |
| 2010                    | Сб. России              | ЧМ                      |                         | 9                      | 1                      | 2                      | 3                      | +5                     | 2                      |
| Всего сб. России        | Всего сб. России        | Всего сб. России        | Всего сб. России        | 50                     | 10                     | 16                     | 26                     |                        | 4                      |